# HCi Burnie International II 2024
L'HCi Burnie International II 2024 è stato un torneo di tennis professionistico. È stata la 20ª edizione del torneo, facente parte della categoria Challenger 75 nell'ambito dell'ATP Challenger Tour 2024, con un montepremi di 80 000 $. È stata la 14ª edizione del torneo femminile, facente parte della categoria W75 nell'ambito dell'ITF Women's World Tennis Tour 2024. Si è giocato dal 5 all'11 febbraio 2024 sui campi in cemento del Burnie Tennis Club di Burnie, in Australia.

## Torneo maschile

### Teste di serie
| Nazionalità | Giocatore          | Ranking* | Testa di serie |
| ----------- | ------------------ | -------- | -------------- |
| Australia   | Adam Walton        | 177      | 1              |
| Giappone    | Yuta Shimizu       | 212      | 2              |
| Australia   | Li Tu              | 215      | 3              |
| Australia   | Dane Sweeny        | 233      | 4              |
| Australia   | Tristan Schoolkate | 257      | 5              |
| Giappone    | Yasutaka Uchiyama  | 268      | 6              |
| Australia   | James McCabe       | 270      | 7              |
| Australia   | Philip Sekulic     | 273      | 8              |

* Ranking al 29 gennaio 2024.

### Altri partecipanti
I seguenti giocatori hanno ricevuto una wild card per il tabellone principale:
- Jake Delaney
- Matt Hulme
- Hayden Jones

Il seguente giocatore è entrato in tabellone come alternate:
- Makoto Ochi

I seguenti giocatori sono passati dalle qualificazioni:
- Yuki Mochizuki
- Andre Ilagan
- Calum Puttergill
- Masamichi Imamura
- Taisei Ichikawa
- Takuya Kumasaka

Il seguente giocatore è entrato in tabellone come lucky loser:
- Jacob Bradshaw

## Punti e montepremi
| Torneo    | Torneo              | V     | F     | SF    | QF    | 2T    | 1T  | Q | Q2  | Q1  |
| Singolare | Punti               | 75    | 44    | 22    | 12    | 6     | 0   | 4 | 2   | 0   |
| Singolare | Premi in denaro ($) | 9 880 | 5 820 | 3 450 | 2 000 | 1 165 | 720 | – | 360 | 185 |
| Doppio    | Punti               | 75    | 44    | 22    | 12    | –     | 0   | – | –   | –   |
| Doppio    | Premi in denaro ($) | 4 250 | 2 450 | 1 480 | 880   | –     | 500 | – | –   | –   |

## Torneo femminile

### Teste di serie
| Nazionalità | Giocatore             | Ranking* | Testa di serie |
| ----------- | --------------------- | -------- | -------------- |
| Rep. Ceca   | Gabriela Knutson      | 158      | 1              |
| Australia   | Priscilla Hon         | 201      | 2              |
| Australia   | Destanee Aiava        | 202      | 3              |
| Cina        | Ma Yexin              | 205      | 4              |
| Cina        | Wei Sijia             | 215      | 5              |
| Australia   | Jaimee Fourlis        | 219      | 6              |
| Cina        | You Xiaodi            | 224      | 7              |
| Thailandia  | Mananchaya Sawangkaew | 260      | 8              |

- Ranking al 29 gennaio 2024.[2]

### Altre partecipanti
Le seguenti giocatrici hanno ricevuto una wild card per il tabellone principale:
- Maya Joint
- Emerson Jones
- Elena Micic

La seguente giocatrice è entrata in tabellone usando il ranking protetto:
- Irina Fetecău

Le seguenti giocatrici sono passate dalle qualificazioni:
- Melisa Ercan
- Miho Kuramochi
- Mio Mushika
- Yuki Naito
- Alana Parnaby
- Ivana Popovic
- Erika Sema
- Ena Shibahara

## Campioni

### Singolare maschile
Adam Walton ha sconfitto in finale  Dane Sweeny con il punteggio di 6–2, 7–6(4).

### Singolare femminile
Maya Joint ha sconfitto in finale  Aoi Ito con il punteggio di 1–6, 6–1, 7–5.

### Doppio maschile
Benjamin Lock /  Yuta Shimizu hanno sconfitto in finale  Blake Bayldon /  Kody Pearson con il punteggio di 6–4, 7–6(4).

### Doppio femminile
Tang Qianhui /  You Xiaodi  hanno sconfitto in finale  Ma Yexin /  Alana Parnaby con il punteggio di 6–4, 7–5.